# Cambiuás
Os Kambiwás são um grupo indígena que habita os limites dos municípios brasileiros de Inajá, Ibimirim e Floresta, todos no estado de Pernambuco, na Área Indígena Kambiwá.

## Localização
No coração do sertão de Pernambuco, entre os municípios de Inajá e Ibimirim, vivem os índios Kambiwás, reconhecidos pela Funai em 1978. A história desse povo é muito parecida com a de outros povos indígenas: foram expulsos das suas terras de origem por fazendeiros e até hoje lutam para reconquistar o direito de uso do seu território.

## Organização social
O termo Kambiwá significa “retorno à Serra Negra”, a tão sonhada terra dos mais de 2.400 índios*. A Serra Negra é a área sagrada para esta e outras populações indígenas da região, sendo nela realizados importantes rituais da cultura destes povos.
Atualmente, os Kambiwá estão distribuídos em oito aldeamentos principais: Pereiro, Nazário, Serra do Periquito, Tear, Garapão, Americano, Faveleira e Baixa da Índia Alexandra, a aldeia principal, onde se encontra o Posto Indígena Kambiwá.
O povo organiza-se através do cacique, que é responsável pelas articulações políticas; o pajé, o líder religioso; e os conselheiros, que são representantes das famílias tradicionais de cada aldeamento.

## Tradições
Dentre os rituais religiosos dos Kambiwá, destacam-se o Toré, cerimônia religiosa aberta, onde os índios dançam nos terreiros das aldeias e costumam ingerir uma bebida extraída da juremeira – a jurema ou anjucá – e o Praiá, que é um dos mais importantes rituais cujo sentido religioso não é totalmente revelado. O nome Praiá designa tanto o ritual como os personagens, que são homens vestidos com máscaras de corpo inteiro, feitas com a fibra do caroá. No âmbito do segredo e do sagrado, os Praiá atuam como elemento de comunicação com os ancestrais.
É comum nessas cerimônias cantarem toantes formados de pequenas quadras, geralmente em português. Estes toantes falam sobre o tempo em que os antepassados habitavam a Serra Negra e a sua autoria é dada aos “antigos”:
Urubu de Serra Negra
De velho não cai a pena
De comer mangaba verde, cunhã
Beber água na Jurema
Sou índio de Serra Negra
Eu sou Caboclo-de-Pena
Eu venho fazer penitência
Tomando o vinho da jurema

Além dos rituais específicos, o povo Kambiwá possui uma tradição intimamente ligada ao Catolicismo Romano, tendo como seu padroeiro São Francisco, o qual é homenageado anualmente no mês de outubro com novenas e festas. A igreja na aldeia da Baixa da Alexandra leva seu nome. Também durante o mês de maio são realizadas novenas a Maria.
Ó Mãe de Deus
Ela é mãe soberana
Ó Mãe de Deus
Tenha pena de nós

Vamos trabalhar
Com muita fé em Deus
Se a mãe de Deus
Nos ajudar, ô ínã hei

## Território
A terra Kambiwá está situada no sertão pernambucano, na parte do sub-médio São Francisco, onde predomina clima seco de estepe com chuvas irregulares, provocando constantes períodos de estiagem. De acordo com o levantamento do CONDEPE (1980) menos de um quarto do território homologado em 1998 pelo Governo Federal se presta para o plantio. Ainda assim, parte do território está ocupado por fazendeiros.
Esta situação, aliada à ausência de políticas que venham a garantir a exploração daquele ecossistema, deixa a comunidade com poucas opções além da agricultura de subsistência.
O solo arenoso e as pragas comuns na região, inviabilizam o plantio de culturas permanentes. O raro excedente das lavouras é escoado nas feiras livres de cidades próximas.
A escassez de água é um dos principais problemas para a manutenção econômica. Sua obtenção é feita através dos poucos poços existentes, cuja profundidade é sempre superior a 100m. É comum a construção de "barreiros" ou seja, pequenos lagos artificiais para o armazenamento da água proveniente das chuvas.

## Educação
- Escola Estadual indígena Aimberê